# Franc z Háje
Franc z Háje, nebo též František z Háje († 1476? Šabac), ve své době označovaný i jako pan Franc nebo strašný Franc, byl válečník českého původu, který se proslavil jako významný vojenský velitel ve službách uherského krále Matyáše.

## Život
Pocházel ze zemanské rodiny, psal se pravděpodobně podle dnes již neexistující tvrze Háj u Radonic na Žatecku. Kdy a kde se začal věnovat vojenskému řemeslu, není známo, ale v roce 1466 byl jako jeden z velitelů bratříků v Horních Uhrách v bojích proti králi Matyášovi zajat a zřejmě brzy poté vstoupil do jeho služeb. Po rozprášení bratříků u Veľkých Kostoľan se mnozí z přeživších začlenili do jeho oddílů. Příslušníci tzv. černé roty (či černého pluku) patřili k obávaným uherským bojovníkům.
Významnou úlohu dostal v česko-uherských válkách, tj. v bojích Matyáše Korvína s Jiřím z Poděbrad. Jako jeden z předních Matyášových hejtmanů se zúčastnil uherského vpádu na Moravu již na jaře roku 1468 – dobyl tvrz Martinice u Znojma, ale později ji zase ztratil a mnoho z jeho lidí bylo zajato. Velké vítězství zaznamenal v bitvě u Zvole na podzim téhož roku: porazil české vojsko, které táhlo na pomoc obleženému klášteru Hradisko u Olomouce (v bitvě byl smrtelně zraněn velitel českého vojska Zdeněk Kostka z Postupic). Matyáš si jeho válečnických schopností vážil: už dříve mu zastavil hrad Hričov s Bytčou, na Moravě mu daroval dobytou tvrz Hluk.
V létě roku 1469 se Franc s menším oddílem zapojil do chystaného vpádu do Čech ze severu, společně s Lužičany a Slezany. Útok byl odražen, česká vojska pronikla až do Slezska, Lužice a Kladska, ale byla nucena se vrátit zpět, protože Franc, který obsadil Broumov, podnikl výpad směrem k Náchodu. Při plenění kraje zpustošil i město a klášter Polici nad Metují. V roce 1470 ho jmenoval Matyáš hejtmanem v slezských knížectvích Svídnicku a Javorsku.
Někdy před rokem 1473 dostal Franc z Háje od Matyáše zástavou hrad Trenčín s rozsáhlým panstvím a hodností župana. Později bojoval proti Turkům a zahynul při dobývání turecké pevnosti Šabac.

## Rodina
Jeho manželkou byla Markéta z rodu Gyulay, měli syna Jiříka. Po Francově smrti se znovu provdala za jiného Matyášova hejtmana, Viléma Tetoura z Tetova. Nechala si vyplatit zástavu za Trenčín a odstěhovala se za manželem. Tvrz Hluk si jako dědictví ponechal jeho bratr Mikuláš. Mikuláš, který byl pokračovatelem rodu, se v listinách vyskytuje i jako Mikuláš Franc z Háje. Přízvisko Franc se stalo součástí rodového jména.